# Erectus
Erectus is een beeldengroep staande in Amsterdam-Zuidoost,
Het is een schepping van Erwin de Vries uit 1977, dat sinds 1978 staat op het binnenterrein van wat toen flat Gliphoeve heette. Die flat werd in 1984 vanwege de negatieve bekendheid omgedoopt tot Geldershoofd en Gravestein. Erectus bestaat uit drie grillig gevormde pylonen of zoals de Rijksakademie op de kaart het in 2020 omschreef: Drie pylonen met grillige vormen aan de oppervlakte.
Het heeft daarbij qua titel en uitvoering veel weg van een verticale variant op Erotica. Net als dat grillige beeld is, is Erectus van aluminium.  Het beeld is gesigneerd Erwin 1977 en verspreid over de beelden zijn cijfers te lezen.

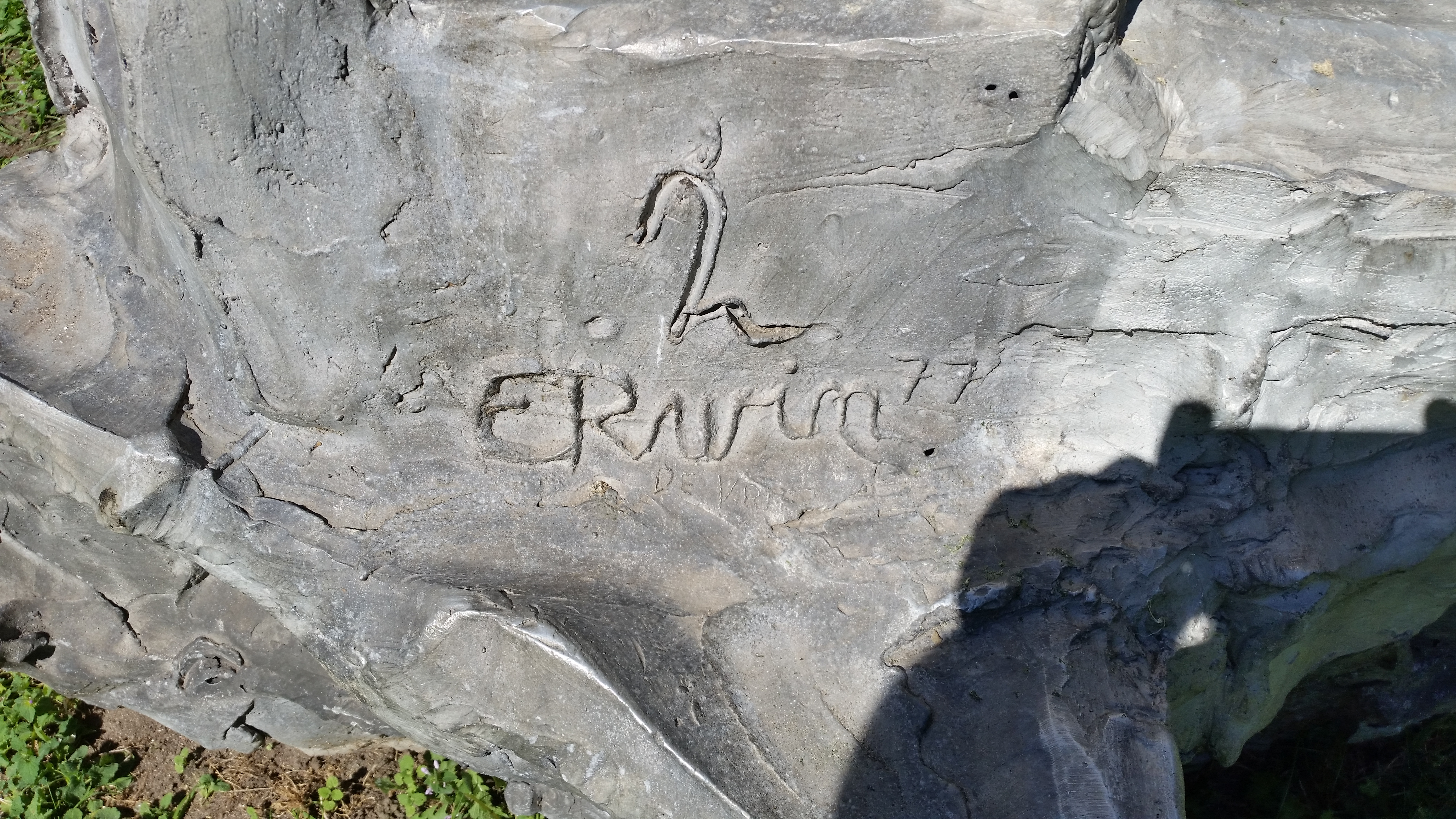
Erwin 77 en het cijfer 2 (augustus 2020)
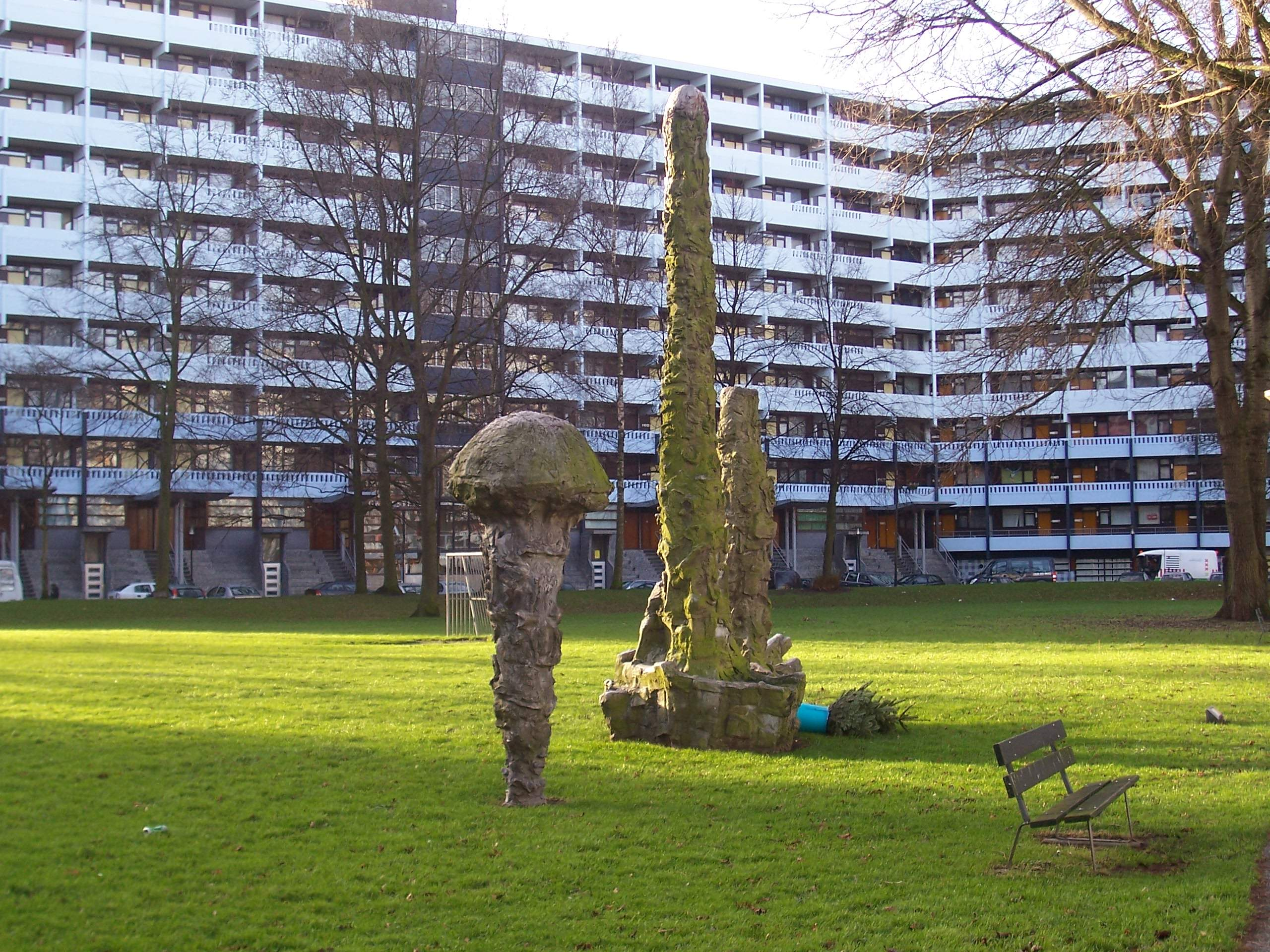
Erectus en Gravenstein (december 2011)
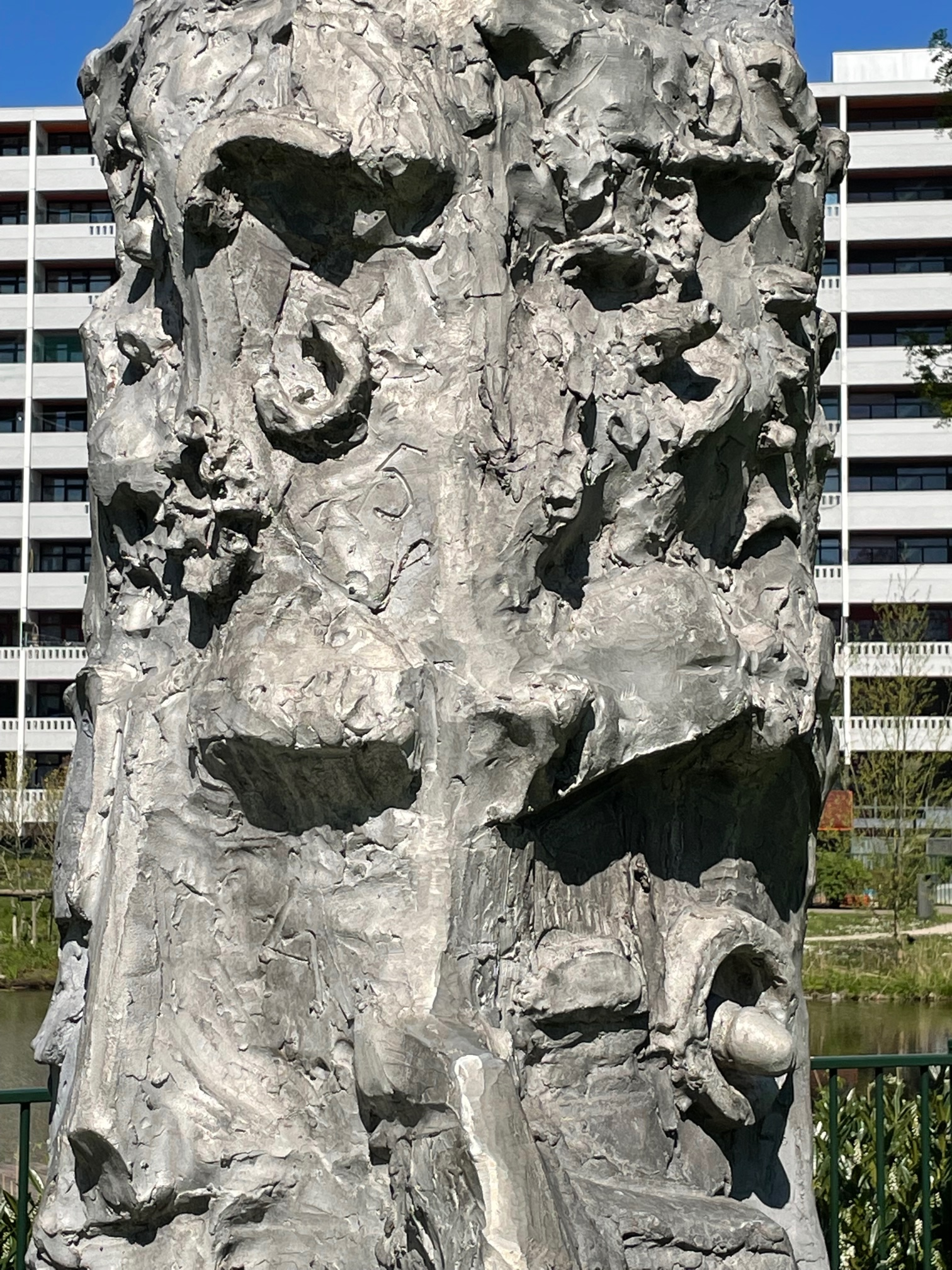
details (april 2022)